# فابريسيو سيلفا دورنيلاس
فابريسيو سيلفا دورنيلاس (بالبرتغالية: Fabrício Silva Dornellas‏) مواليد 20 فبراير 1990 في ريو دي جانيرو، هو لاعب كرة قدم برازيلي يلعب في مركز الدفاع لعب سابقاً في نادي هجر السعودي. مثّل منتخب البرازيل لكرة القدم. بدأ فابريسيو سيلفا دورنيلاس مسيرته الرياضية عام 2008 مع نادي فلامنغو.

## روابط خارجية
- فابريسيو سيلفا دورنيلاس على موقع الاتحاد الدولي (مؤرشف)  (الإنجليزية)
- فابريسيو سيلفا دورنيلاس على موقع قاعدة بيانات كرة القدم.إي يو (الإنجليزية)
- فابريسيو سيلفا دورنيلاس على موقع Soccerway.com (الإنجليزية)
- فابريسيو سيلفا دورنيلاس على موقع AS.com (الإسبانية)